# Lemithou
Lemithou (griechisch Λεμύθου), oder Lemythou, ist eine Gemeinde im Bezirk Limassol in der Republik Zypern. Bei der Volkszählung im Jahr 2021 hatte sie 72 Einwohner.

## Name
Zur Herkunft des Ortsnamens gibt es zwei verschiedene Versionen. Eine Version besagt, dass das Dorf seinen Namen von der Lemithi-Pflanze erhielt. Der wissenschaftliche Name der Pflanze lautet „Andropogon gryllus“. Die andere Version besagt, dass das Dorf nach seinem ersten Siedler benannt wurde, der „Lemithis“ genannt wurde, weil er einen dünnen und langen Bart hatte, der der gleichnamigen Pflanze ähnelte, die damals in der Gegend reichlich vorhanden war.

## Lage und Umgebung

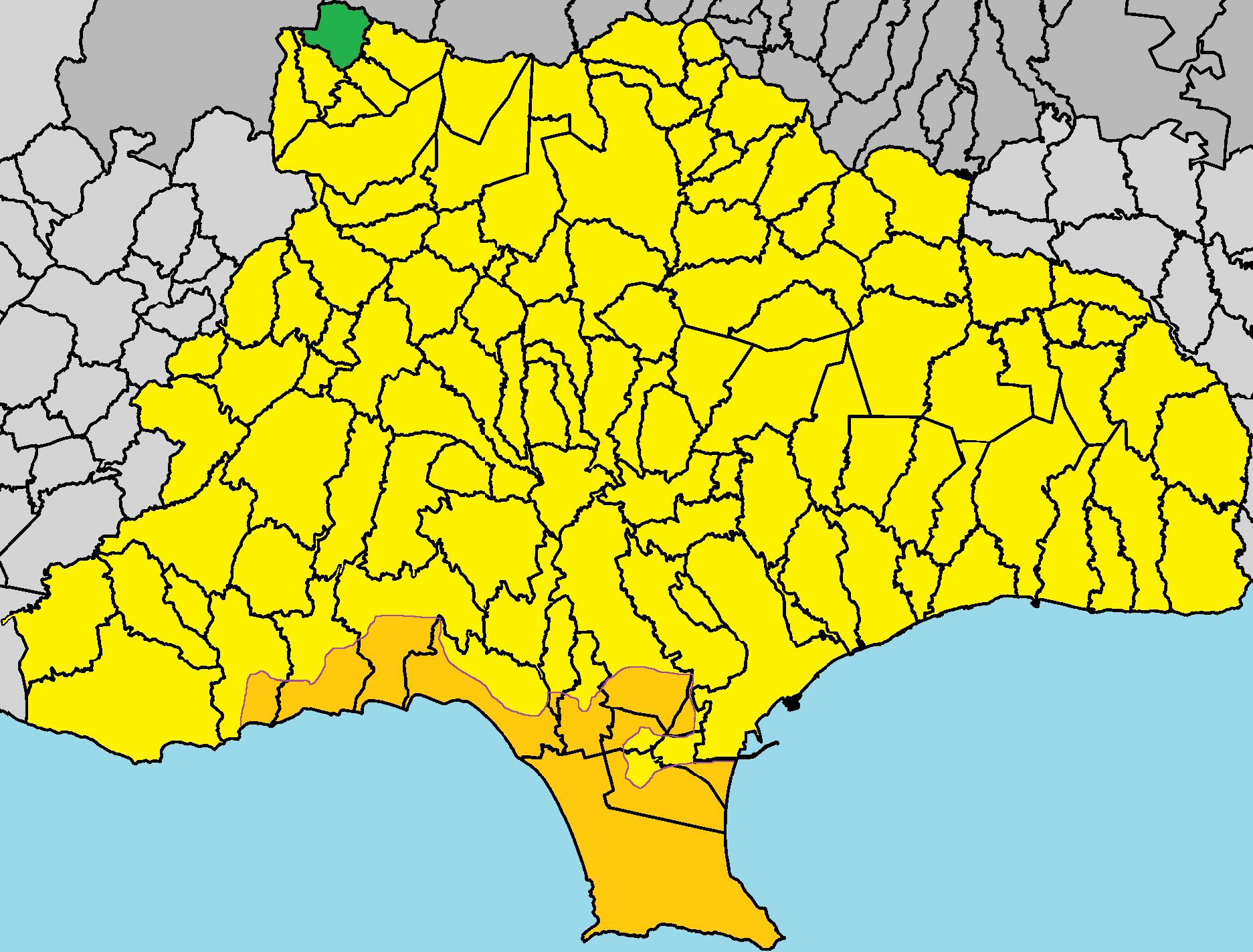
Lage im Bezirk Limassol

Lemithou liegt auf der Mittelmeerinsel Zypern in der geografischen Region des Marathasa-Tals auf einer Höhe von etwa 880 Metern, etwa 65 Kilometer nordwestlich von Limassol. Das etwa 6 Quadratkilometer große Dorf grenzt im Osten an Prodromos, im Südosten an Paleomylos, im Südwesten an Tris Elies, im Westen an Mylikouri und im Norden an Pedoulas.
Lemithou liegt in einer der höchsten Gegenden Zyperns, weshalb das Klima im Sommer kühl und im Winter mild ist. Es erhält eine sehr hohe durchschnittliche jährliche Niederschlagsmenge von rund 900 Millimetern. Trotz der hohen Niederschläge lässt die schroffe und steile Topographie der Region nicht viel Raum für landwirtschaftliche Entwicklung. Auf den begrenzten Ackerflächen des Dorfes werden Obstbäume (Äpfel, Kirschen, Birnen, Pflaumen und Pfirsiche), Walnüsse und ein wenig Gemüse angebaut, während der Weinbau fast verschwunden ist.

## Bevölkerungsentwicklung
Laut den in Zypern durchgeführten Volkszählungen erreichte die Bevölkerung des Dorfes 1946 ihren höchsten Stand. Dann begann die Bevölkerung aufgrund der Urbanisierung abzunehmen.
| Jahr      | 1881 | 1891 | 1901 | 1911 | 1921 | 1931 | 1946 | 1960 | 1976 | 1982 | 1992 | 2001 | 2011 | 2021 |
| Einwohner | 75   | 428  | 418  | 473  | 518  | 637  | 751  | 669  | 411  | 252  | 167  | 108  | 88   | 72   |

## Kultur und Sehenswürdigkeiten

### Museen
- Die Ikonophylacium-Galerie ist eine Ikonengalerie in der Kirche Agios Theodoros. Sie ist seit 2006 in Betrieb, wo alte byzantinische und postbyzantinische Gemälde aus dem 13. bis 19. Jahrhundert ausgestellt sind.
- Das Museum für Volkskunst und Tradition ist ein Museum, das traditionelle Kunstgegenstände ausstellt, die an das Leben, die Kultur und die Bräuche der Einwohner der Gemeinde erinnern. Es verfügt über ein kleines Gasthaus für die Übernachtung von Beamten, eine Bibliothek, einen kleinen Erfrischungsraum für die Besucher und einen Außenbereich für verschiedene kleinere Veranstaltungen. Das Museum wird vom „Lemythou Community Council“ verwaltet und betrieben.[20]

### Kirchen
- Panagia von Iamatika ist die Hauptkirche von Lemithou. Es wurde 1721 vom Mönch Christodoulos erbaut. Nachdem sie zerstört worden war, wurde sie 1862 wieder aufgebaut. Neben der Kirche wurde 1867 mit den gleichen Kosten die erste Grundschule von Lemithou gebaut. 1908 wurde die Kirche renoviert und nahm ihre heutige Form an. Der Glockenturm wurde 1920 von Ioannis Louros erbaut. Der mittlere Teil der Ikonostase und die Kanzel gehören zum ältesten Tempel.
- Agios Theodoros ist eine Kirche, die sich auf einem Hügel am Rande des Dorfes befindet. In ihrem ursprünglichen Zustand wurde diese von einem gewissen Priester namens Theodoros erbaut. Es wird angenommen, dass es im 16. Jahrhundert auch der Haupttempel von Lemithou war. Es ist einschiffig und hat ein Holzdach mit einem gammaförmigen Portikus. Die Kirche wurde 1974 durch einen Brand vollständig zerstört und ein Jahr später auf Kosten von Michael Mouskos wieder aufgebaut.
- Agios Nikolaos war früher die Hauptkirche des angrenzenden Dorfes Livadi, das nach 1713 durch Karamanlı-Überfälle aus Kleinasien zerstört wurde. In der Kirche befinden sich mehrere alte Ikonen des 18. Jahrhunderts wie Christus, Antonius der Große, Johannes der Täufer, Nikolaus von Myra und dem Heiligen Georg.
- Agios Georgios ist eine Kirche in Lemithou. Es wird angenommen, dass diese in früheren Zeiten den religiösen Bedürfnissen der Siedlung in der Umgebung diente.[21]

### Andere Bauwerke
- Die Mitsi-Schule ist ein handelswirtschaftliches Gymnasium in der Gemeinde Lemithou.[22] Die Handelsschule wurde von Demosthenes Mitsis erbaut.[23]
- Im Zentrum des Dorfes hat die Gemeinde auf Kosten des „Ministeriums für Bildung und Kultur“ und der „Vereinigung der Auswanderer und Freunde von Lemithou“ ein Denkmal für die Helden der Gemeinde errichtet. Diese Helden waren der Soldat Giorgos Antoniou Christodoulou, der während der zweikommunalen Unruhen im Jahr 1964 sein Leben verlor, und die Soldaten Stavros Stavrinou und Andreas Katsambris, die nach Kämpfen während der türkischen Invasion von 1974 von der türkischen Armee gefangen genommen wurden.[24]